# Jelajah Malaysia
Le Jelajah Malaysia est une course cycliste se tenant en Malaisie tout comme le Tour de Langkawi et appartenant à l'UCI Asia Tour. La course se déroule sur sept étapes qui traversent la Malaisie.

## Palmarès
| Année | Vainqueur         | Deuxième             | Troisième          |
| ----- | ----------------- | -------------------- | ------------------ |
| 1999  | Peter Jörg        | Herry Janto Setiawan | Suyinto            |
| 2000  | Rafael Chyla      | ?                    | ?                  |
| 2001  | Tommy Evans (en)  | ?                    | ?                  |
| 2002  | Simone Mori       | ?                    | ?                  |
| 2003  | Hidenori Nodera   | Wawan Setyobudi      | ?                  |
| 2004  | Suhardi Hassan    | ?                    | ?                  |
| 2005  | Non disputée      | Non disputée         | Non disputée       |
| 2006  | Annulée           | Annulée              | Annulée            |
| 2007  | Mahdi Sohrabi     | Hossein Askari       | Thomas Just        |
| 2008  | Tonton Susanto    | Ghader Mizbani       | Fredrik Johansson  |
| 2009  | Timothy Roe       | Jai Crawford         | Ghader Mizbani     |
| 2010  | David McCann      | Takumi Beppu         | Amir Rusli         |
| 2011  | Mahdi Sohrabi     | David McCann         | Ioánnis Tamourídis |
| 2012  | Yusup Abrekov     | Jai Crawford         | Yasuharu Nakajima  |
| 2013  | Loh Sea Keong     | Sergey Kuzmin        | Kirill Pozdnyakov  |
| 2014  | Rafaâ Chtioui     | Adil Jelloul         | Angus Morton       |
| 2015  | Francisco Mancebo | Andrea Palini        | Cheung King Lok    |
| 2016  | Arvin Moazemi     | Amir Kolahdozhagh    | Reza Hossaini      |
| 2017  | Brendon Davids    | Victor Niño          | Rustom Lim         |

## Classements annexes

### En individuel
| Année                  | Points                       | Montagne                     | Meilleur coureur Asiatique | Meilleur coureur Malaisien |
| 1999                   | n/a                          | n/a                          | Herry Janto Setiawan       | Tsen Seong Hoong           |
| 2000                   | n/a                          | n/a                          | n/a                        | n/a                        |
| 2001                   | n/a                          | n/a                          | n/a                        | n/a                        |
| 2002                   | n/a                          | n/a                          | n/a                        | n/a                        |
| 2003                   | n/a                          | n/a                          | Hidenori Nodera            | n/a                        |
| 2004                   | n/a                          | n/a                          | Suhardi Hassan             | Suhardi Hassan             |
| 2005 : Pas de course   |                              |                              |                            |                            |
| 2006 : Édition annulée |                              |                              |                            |                            |
| 2007                   | Anuar Manam                  | Ghader Mizbani               | Mahdi Sohrabi              | Suhardi Hassan             |
| 2008                   | Anuar Manam                  | Hossein Askari               | Tonton Susanto             | Suhardi Hassan             |
| 2009                   | Anuar Manam                  | Abbas Saeidi Tanha           | Ghader Mizbani             | Muhammad Rauf Nur Misbah   |
| 2010                   | Malcolm Lange                | Matnur                       | Takumi Beppu               | Amir Rusli                 |
| 2011                   | Harrif Salleh                | Adiq Othman                  | Mahdi Sohrabi              | Amir Rusli                 |
| 2012                   | Adiq Othman                  | Dadi Suryadi                 | Yusup Abrekov              | Adiq Othman                |
| 2013                   | Harrif Salleh                | Mohd Zamri Salleh            | Loh Sea Keong              | Loh Sea Keong              |
| 2014                   | Harrif Salleh                | Dani Lesmana                 | Ho Burr                    | Anwar Azis Muhd Shaiful    |
| 2015                   | Andrea Palini                | Nur Amirul Fakhruddin Mazuki | Cheung King Lok            | Anwar Azis Muhd Shaiful    |
| 2016                   | Park Sung-baek               | Amir Kolahdozhagh            | Arvin Moazemi              | Nik Mohd Azwan Zulkifle    |
| 2017                   | Nur Amirul Fakhruddin Mazuki | Jahir Pérez                  | Rustom Lim                 | Muhammad Zawawi Azman      |

### Par équipes
| Année | Pays | Équipe                    |
| 2007  |      | Giant Asia Racing         |
| 2008  |      | Tabriz Petrochemical-CCN  |
| 2009  |      | Tabriz Petrochemical-CCN  |
| 2010  |      | LeTua                     |
| 2011  |      | Tabriz Petrochemical-CCN  |
| 2012  |      | Putra Perjuangan          |
| 2013  |      | Synergy Baku              |
| 2014  |      | Skydive Dubai Pro Cycling |
| 2015  |      | Skydive Dubai-Al Ahli     |
| 2016  |      | Pishgaman Giant           |
| 2017  |      | Team Sapura Cycling       |

| Année | Pays | Équipe                         |
| 2007  |      | Giant Asia Racing              |
| 2008  |      | Tabriz Petrochemical-CCN       |
| 2009  |      | Tabriz Petrochemical-CCN       |
| 2010  |      | LeTua                          |
| 2011  |      | Tabriz Petrochemical-CCN       |
| 2012  |      | Putra Perjuangan               |
| 2013  |      | Matrix Powertag                |
| 2014  |      | Pegasus Continental            |
| 2015  |      | 7 Eleven-Road Bike Philippines |
| 2016  |      | Pishgaman Giant                |
| 2017  |      | Team Sapura Cycling            |

| Année | Pays | Équipe                      |
| 2007  |      | LeTua                       |
| 2008  |      | LeTua                       |
| 2009  |      | LeTua                       |
| 2010  |      | LeTua                       |
| 2011  |      | Terengganu Cycling Team     |
| 2012  |      | Terengganu Cycling Team     |
| 2013  |      | Polis Diraja Malaysia       |
| 2014  |      | Terengganu Cycling Team     |
| 2015  |      | Terengganu Cycling Team     |
| 2016  |      | Malaisie (équipe nationale) |
| 2017  |      | Team Sapura Cycling         |